# Biel (Słowacja)
Biel (węg. Bély) – wieś (obec) na Słowacji położona w kraju koszyckim, w powiecie Trebišov. Pierwsze wzmianki o miejscowości pochodzą z 1214 roku. 
Według danych z dnia 31 grudnia 2012 roku, wieś zamieszkiwało 1455 osób, w tym 745 kobiet i 710 mężczyzn.
W 2001 roku rozkład populacji względem narodowości i przynależności etnicznej wyglądał następująco:
- Słowacy – 23,28%
- Czesi – 0,07%
- Romowie – 0,52%
- Rusini – 0,15%
- Ukraińcy – 0,07%
- Węgrzy – 75,46%

Ze względu na wyznawaną religię struktura mieszkańców kształtowała się w 2001 roku następująco:
- Katolicy rzymscy – 53,66%
- Grekokatolicy – 25,5%
- Ewangelicy – 0,37%
- Prawosławni – 0,67%
- Ateiści – 1,55%
- Przedstawiciele innych wyznań – 0,3%
- Nie podano – 0,3%